# Bupares granulatus
Bupares granulatus is een hooiwagen uit de familie Beloniscidae. De wetenschappelijke naam van Bupares granulatus gaat terug op Thorell.